# Pax Europaea
Pax Europaea (Dansk: Den Europæiske Fred efter det historiske koncept Pax Romana) er perioden med relativ fred oplevet i Europa i perioden efter Anden Verdenskrig - især forbundet med oprettelsen af Den Europæiske Union (EU) og dens forgængere. Efter den kolde krig var denne fred endnu mere tydelig på grund af faldet i de politiske spændinger, med den store undtagelse af de jugoslaviske krige og forskellige spænder med og i Rusland. I 2012 blev EU tildelt Nobels fredspris.

## Historie
Transatlantisk samarbejde og europæisk integration var indrettet til at opretholde den skrøbelige fred, der blev skabt i Europa. Oprettelsen af De Europæiske Fællesskaber i 1950'erne skulle integrere sien medlemmer på en sådan måde, at krig blandt medlemmerne var umulig. Disse Fællesskaber og andre organisationer, herunder NATO, udvidede sig til at dække det meste af Vesteuropa, Nordeuropa og Sydeuropa. Selv om Central- og Østeuropa forblev under sovjetisk indflydelse, oplevede disse lande også begrænset konflikt, med den store undtagelse af intern undertrykkelse indtil 1990'erne, da en række krige i Jugoslavien brød ud da landet blev opsplittet. EU-strukturerne blev kritiseret for dets manglende evne til at forhindre konflikten, selv om zonen nu er inden for dens udvidelsesområde.
EU omfatter nu 28 lande med størstedelen af de europæiske tredjelande, der søger medlemskab (tolv lande tiltrådte EU i 2000'erne). Derudover er de fleste lande, der forbliver udenfor, bundet til EU ved økonomiske aftaler og traktater som Det Europæiske Økonomiske Samarbejdsområde. Inden for integrationen har der ikke været nogen konflikt siden 1945, hvilket gør det til den længste fredstid på det vestlige europæiske fastland siden Pax Romana.
Den Europæiske Union blev tildelt Nobels Fredspris i 2012 som anerkendelse for sine bestræbelser på at opretholde og aktivt fremme fred inden for grænserne såvel som internationalt gennem diplomatiske midler.
Selvom der opstod en række væbnede konflikter på den europæiske halvø efter anden verdenskrig, har ingen af dem været mellem medlemmer af Den Europæiske Union. De fleste af disse konflikter har fundet sted i det tidligere Jugoslavien og Sovjetunionen.